# Курський Михайло Дмитрович

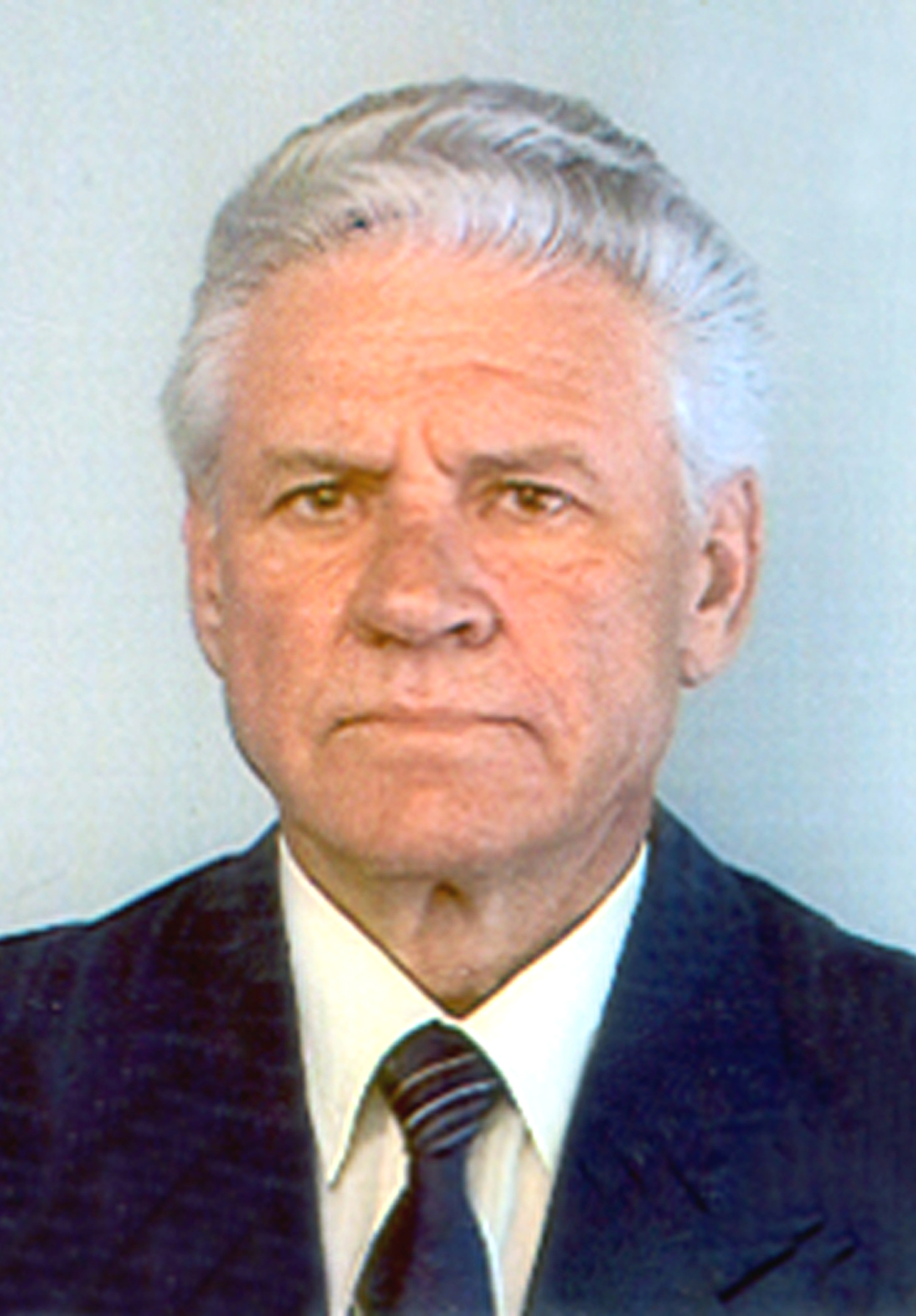
Курський Михайло Дмитрович

Курський Михайло Дмитрович (*21 листопада 1930) — вчений-біолог. Доктор біологічних наук, професор. Академік АН ВШ України з 2009 р.

## Біографія
Народився в с. Сергіївка Красноармійського району Донецької області. В 1956 р. закінчив Київський ветеринарний інститут. До 1957 р. завідував відділом наукової інформації і масового досвіду Рівненської обласної дослідної сільськогосподарської станції. У 1957—1960 рр. — аспірант кафедри біохімії УАСГН. У 1960 р. захистив дисертацію і був направлений на роботу в Інститут біохімії АН УРСР (тепер Інститут біохімії ім. О. В. Палладіна НАНУ) та зарахований на посаду молодший науковий співробітник відділу біохімії нервової системи. Одночасно працював вченим секретарем Інституту до 1964 р. З 1964 до 1977 р. був заступником директора з наукової роботи, зав. лабораторії біохімії ендогенних амінів (1968—1975), зав. відділом біохімії м'язів (1975—1997) Інституту біохімії; професор кафедри біохімії біологічного факультету Київського національного університету ім. Т. Шевченка (1968—1997), професор кафедри біології природничого факультету національного університету «Києво-Могилянська академія» (1997—2002). Науковий ступінь д.б.н. присуджений в 1971 р., наукове звання професора за спеціальністю «біохімія» надано в 1974 р. З 1997 р. — головний науковий співробітник відділу біохімії м'язів Інституту біохімії.

## Наукова діяльність
Наукові інтереси: вивчення біохімічного механізму медіаторної дії серотоніну, структури та функції біологічних мембран. Вперше в Україні здійснив систематичне дослідження процесів і молекулярних структур транспортування кальцію у мембранах скелетних та гладеньких м'язів, а також механізмів регулювання їх шляхом фосфоефірної модифікаці.
Автор 390 наукових праць, у тому числі 7 монографій, 5 наукових посібників і підручників.
Підготував 30 кандидатів та 10 докторів наук.
Упродовж багатьох років є членом редколегії «Українського біохімічного журналу» та журналів «Медична хімія» (Тернопіль) і «Вісник проблем біології і медицини» (Полтава).

## Нагороди
Нагороджений трьома медалями СРСР, Почесною Грамотою Президії АН УРСР (1980), Почесними грамотами НАН України (2000, 2005), Почесною грамотою (2005) та нагрудним знаком «За наукові досягнення» (2009) Міністерства освіти і науки України, Срібною медаллю Платона (2000) та Почесною відзнакою «За творчі здобутки І ступеня» Української академії наук. Заслужений діяч науки і техніки України (1995), лауреат премії ім. О. В. Палладіна НАН України (1976), лауреат Державної премії України в галузі науки і техніки  (1998).